# Sotji Autodrom
Sotji Autodrom (ryska: Сочи Автодром), tidigare känd som Sochi International Street Circuit och Sochi Olympic Park Circuit, är en 5,848 km lång Formel 1-bana i Sotji, Ryssland. Banan är den tredje längsta i Formel 1-kalendern, bakom Spa-Francorchamps i Belgien och Silverstone i Storbritannien. Banan är byggd runt Sotji Olympic Park och delar av den är belägen på allmän väg. Banan är designad av Hermann Tilke.

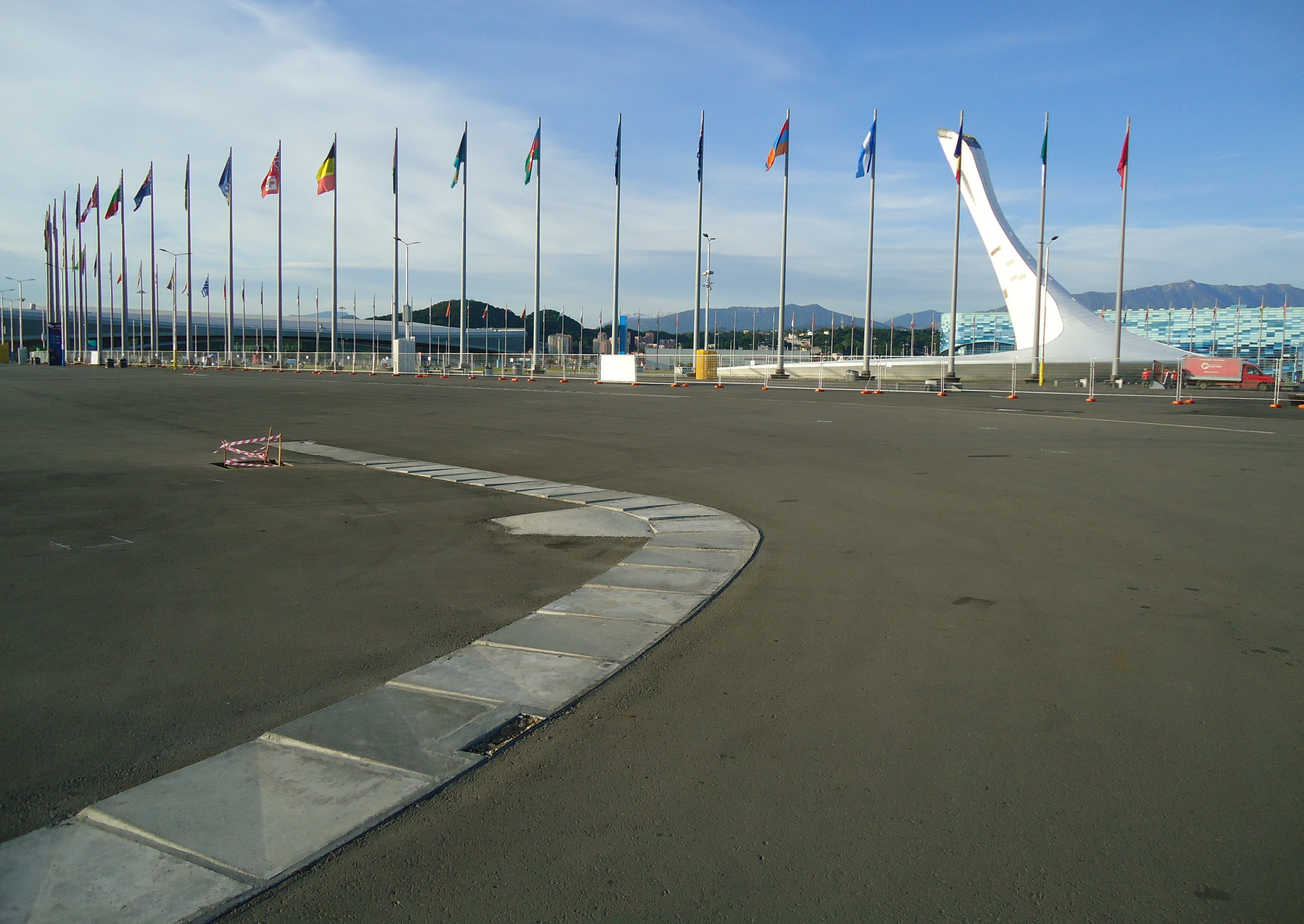
Kurva 4 under uppbyggnad.

## F1-vinnare
| Säsong | Förare          | Tillverkare |
| ------ | --------------- | ----------- |
| 2021   | Lewis Hamilton  | Mercedes    |
| 2020   | Valtteri Bottas | Mercedes    |
| 2019   | Lewis Hamilton  | Mercedes    |
| 2018   | Lewis Hamilton  | Mercedes    |
| 2017   | Valtteri Bottas | Mercedes    |
| 2016   | Nico Rosberg    | Mercedes    |
| 2015   | Lewis Hamilton  | Mercedes    |
| 2014   | Lewis Hamilton  | Mercedes    |